# Мечеть (Подлипки)
Соборная мечеть Подлипок (тат. Шырын җәмигъ мәчете) — деревянная мечеть в с. Подлипки Торбаевского сельского поселения в Касимовском районе Рязанской области. Построена в 1880 г. Здание мечети передано мусульманской общине и с 1997 г. используется по назначению.
Памятник архитектуры Рязанской области (постановление Рязанской областной думы от 26.10.1994 № 17). Поставлена на учёт решением Рязанского облисполкома от 09.10.1986 № 281/17. Площадь памятника с охранной зоной — 0,38 га. При постановке на учёт датирована XVIII веком.

## История прихода
В 1862 г. в селе уже была мечеть. В кон. XIX в. к приходу мечети относились также жители д. Барамыкова (всего 751 чел.).
В ведомости приходов и духовных лиц указан год постройки мечети — 1880 г., относящийся, скорее всего, к существующему зданию.